# 28. Flak-Division
A 28. Flak-Division (em português: Vigésima-oitava Divisão Antiaérea) foi uma divisão de defesa antiaérea da Luftwaffe durante a Alemanha Nazi, que prestou serviço na Segunda Guerra Mundial. Foi criada a partir da 9. Flak-Brigade.

## Comandantes
- Hans-Jürgen Heckmanns - (24 de outubro de 1944 - 23 de novembro de 1944)[2]
- Kurt von Ludwig - (24 de novembro de 1944 - 5 de maio de 1945)[2]